# حسن تحسين أوزير
حسن تحسين أوزير (بالتركية: Hasan Tahsin Uzer) هو سياسي عثماني شغل منصب والي في الدولة العثمانية.

## مناصبه
تولى المناصب التالية:
- عضو في البرلمان التركي (6 سبتمبر 1935–3 نوفمبر 1939)
- والي دمشق (12 سبتمبر 1916–12 يونيو 1918)